# Acrobasis cattella
Acrobasis cattella is een vlinder van de familie van de snuitmotten (Pyralidae). De wetenschappelijke naam van deze soort is voor het eerst voorgesteld door Guillaume Leraut in een publicatie uit 2019.
De soort komt voor op Madagaskar.